# Anja Kümmel
Anja Kümmel (* 1978 in Karlsruhe) ist eine deutsche Schriftstellerin.

## Leben und Werk
Kümmel studierte in Madrid, Los Angeles und Hamburg. Zusammen mit Peer Lagerpusch gründete sie 2007 die Lesereihe wort:injektion. Ihr Schreiben ist unter anderem von den dekonstruktivistischen Gender-Theoretikerinnen Judith Butler oder Donna Haraway geprägt. 
Sie lebt als Schriftstellerin und Journalistin in Berlin.

## Auszeichnungen
- 1998: Scheffelpreis
- 1999: Einladung zu den Hattinger Literaturtagen
- 2003: Dritter Preis der Karlsruher Lesenacht
- 2007: Stipendium der Kunststiftung Baden-Württemberg
- 2010: Künstlerhaus Lukas in Ahrenshoop; GEDOK Literaturförderpreis
- 2013: Nominierung für den Deutschen Science Fiction Preis für Träume digitaler Schläfer

## Einzelveröffentlichungen
- Piece of Cake (= Schöner Lesen. Bd. 182). SuKuLTuR, Berlin 2020, ISBN 978-3-95566-119-9.
- V oder die Vierte Wand. Roman. Hablizel, Lohmar 2016, ISBN 978-3-941978-22-5.
- Schimmernder Dunst über Perelín, mit Sofia Ferreira (= Schöner Lesen. Bd. 141). SuKuLTuR, Berlin 2015, ISBN 978-3-95566-046-8.
- Träume digitaler Schläfer. Roman. thealit, Bremen 2012, ISBN 978-3-930924-20-2.
- Hope's Obsession. Roman. Morgana, Leipzig 2008, ISBN 978-3-939463-04-7.
- Das weiße Korsett. Roman. Edition PaperONE, Leipzig 2007, ISBN 978-3-939398-37-0.
- La Danza Mortale. Roman. Ubooks, Augsburg 2004, ISBN 978-3-937536-49-1.

Außerdem veröffentlichte Kümmel Beiträge in Literaturzeitschriften und Anthologien, z. B. in Allmende und Federwelt, sowie im Styx-Verlag.